# Schloss Prangins
Das Schloss Prangins ist ein Barockschloss in der Gemeinde Prangins im Kanton Waadt in der Schweiz. Erbaut wurde es ab 1732 auf den Ruinen einer älteren Anlage von Abraham Le Coultre für den französisch-schweizerischen Bankier Louis Guiguer. Seit 1975 gehört es der Schweizerischen Eidgenossenschaft und beherbergt seit 1998 den Sitz des Schweizerischen Nationalmuseums (SNM) in der Romandie.

## Geschichte

### Herrschaft und Burg Prangins vor 1719
Die ursprüngliche Burganlage an der Stelle des heutigen Schlosses war im Mittelalter Zentrum einer Herrschaft, die sich von Mont le Vieux bis zum Pays de Gex erstreckte. Die ältesten bekannten Inhaber der Herrschaft waren die Herren von Cossonay, von denen sich 1281 eine Seitenlinie nach Prangins nannte (→Prangins (Adelsgeschlecht)). Sie besassen auch die Stadt Nyon als Lehen vom Erzbistum Besançon. Ihr Wappen wies in Gold einen Schwarzen Adler auf.
Aymon von Cossonay-Prangins (1267–1306) kam in Konflikt mit dem aufstrebenden Geschlecht der Grafen von Savoyen, als Graf Amadeus V. seine Macht über den Genfersee ausdehnte. Im Juni 1293 verlor Aymon die Stadt Nyon und musste schliesslich 1294 gegen eine Abfindung von 50 Pfund Silber und eine Lebensrente die Herrschaft an Savoyen abtreten. Nach der Anerkennung der Oberhoheit Savoyens durch den Grafen und den Bischof von Genf sowie den Dauphin von Viennois beherrschte somit Savoyen die ganze Region um den Genfersee.
Amadeus V. übergab die Herrschaft Prangins an seinen Bruder Ludwig von Savoyen, den er als Herrn über die Waadt eingesetzt hatte. Die Herrschaft und die Burg Prangins wechselten in der Folge sehr häufig den Besitzer: 1361 ging sie an Aymon d'Urtières, 1369 an Iblet de Challant, 1409 an Aymon de Viry, 1428 an Jean de Compois, um 1529 an George de Rive. 1536 eroberte die Stadt Bern die Waadt, wobei die alte Burg Prangins niedergebrannt wurde. Die Herrschaft Prangins blieb jedoch bestehen und wurde der bernischen Landvogtei Nyon unterstellt. 1552 ging die Herrschaft in die Hände des Berners Hans von Diesbach über, dessen Erbe sie 1627 an Emilia von Nassau verkauften. Später wechselten die Besitzer mehrmals, worunter sich auch Friedrich Burggraf von Dohna (1621–1688) befand.

### Geschichte des modernen Schloss Prangins

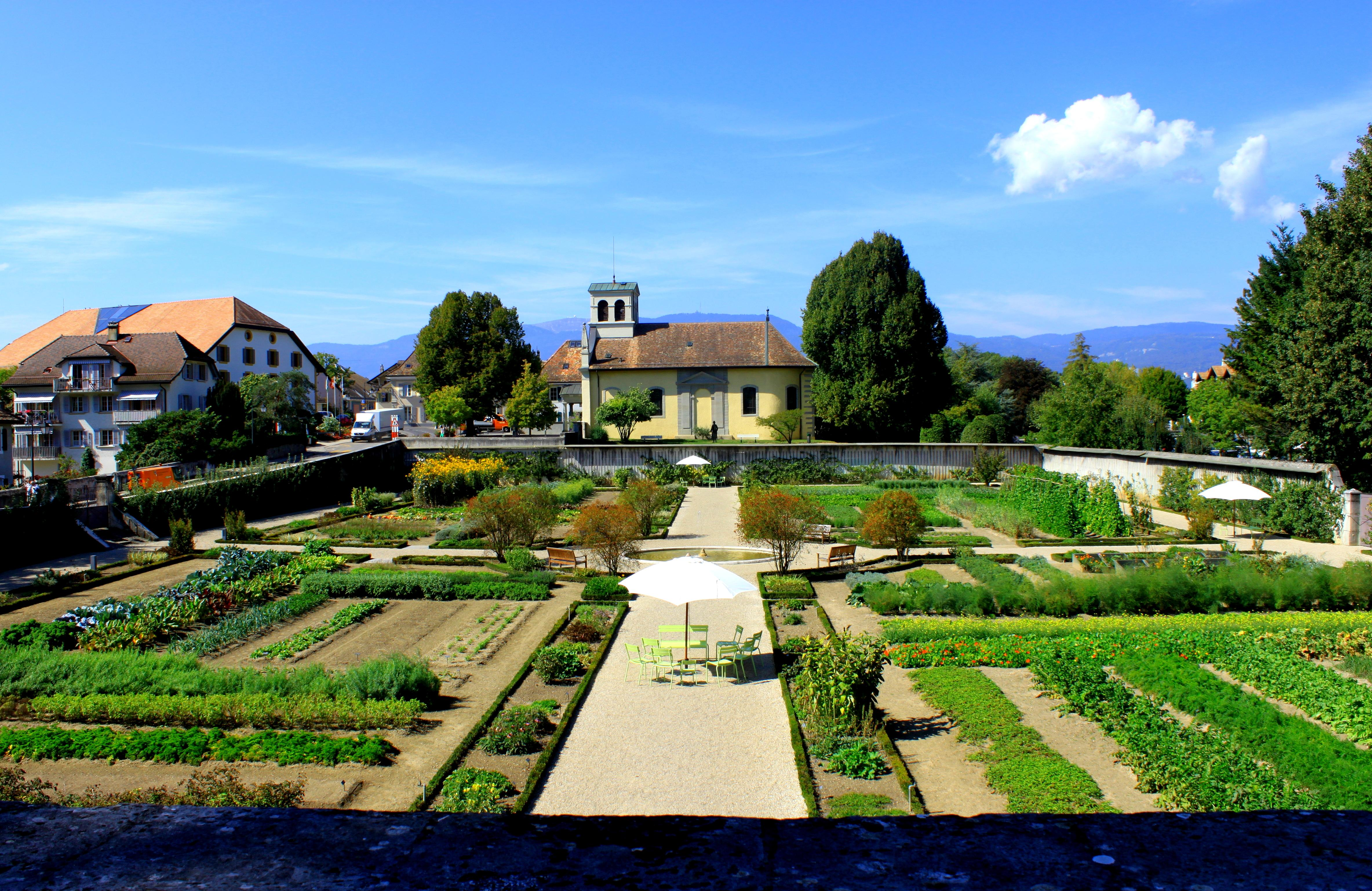
Garten

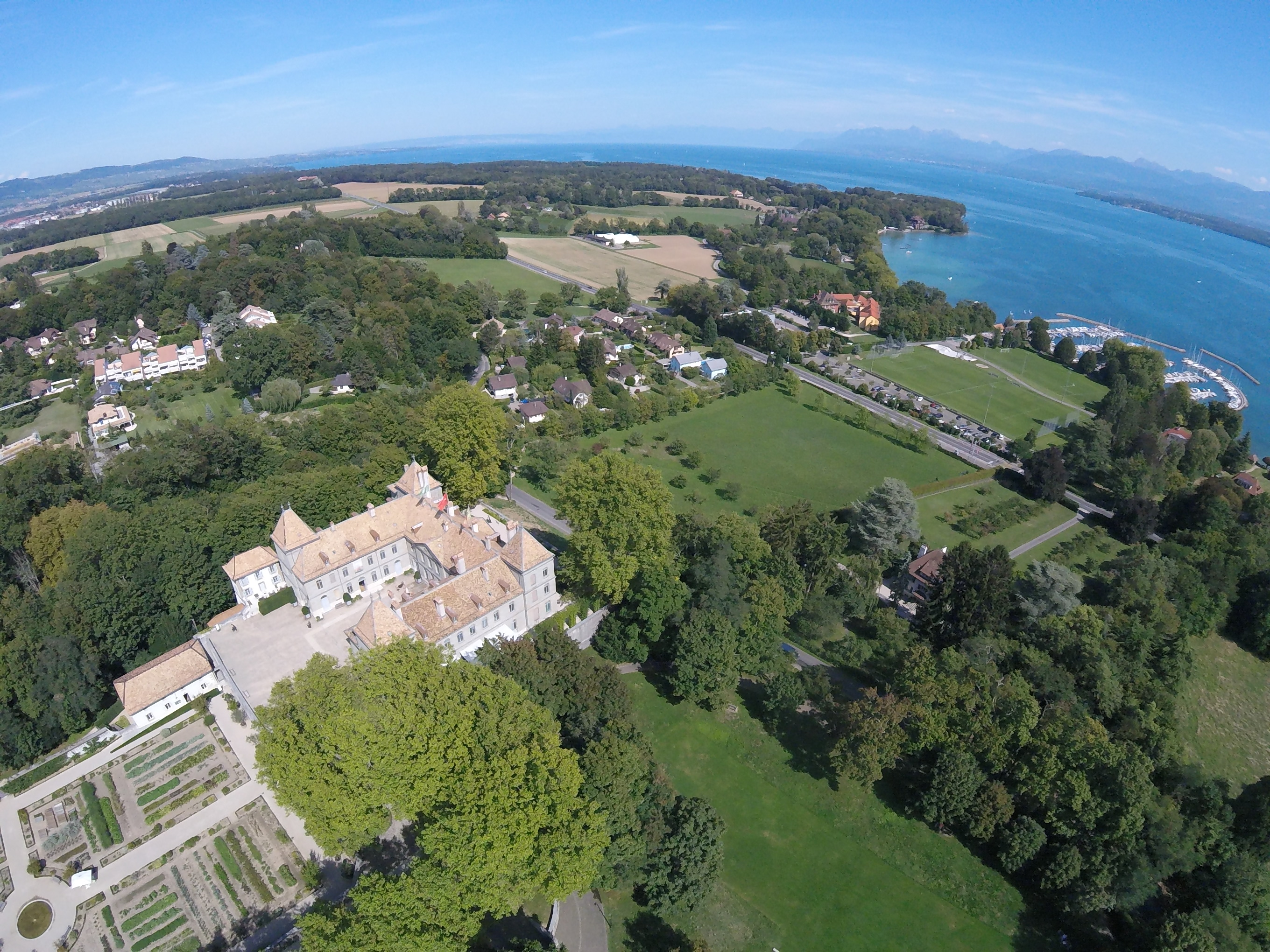
Schloss Prangins, Luftaufnahme

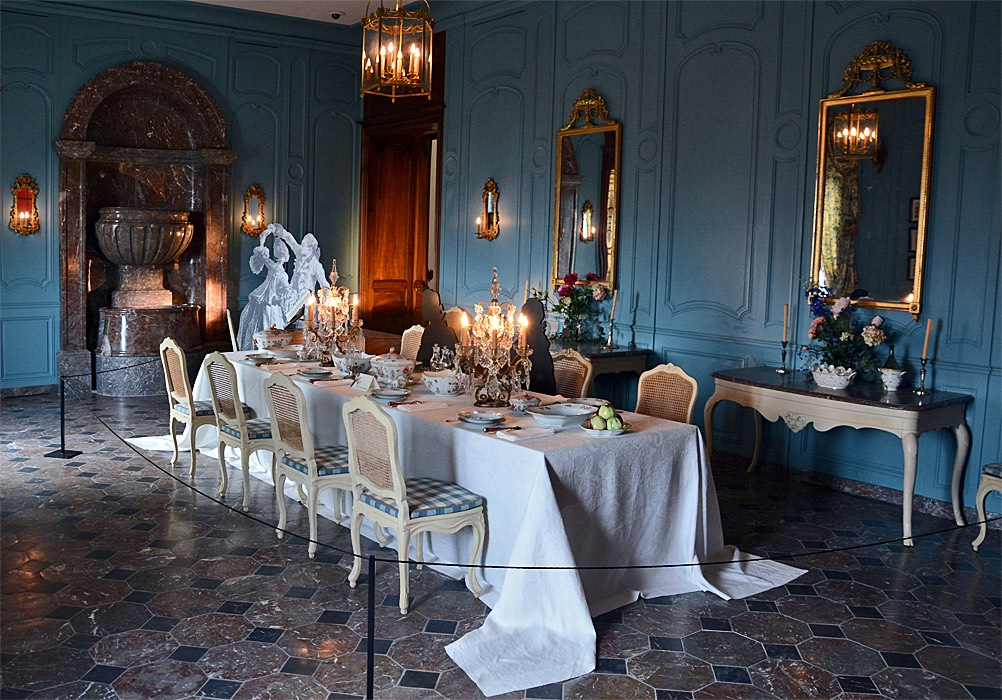
Speisezimmer

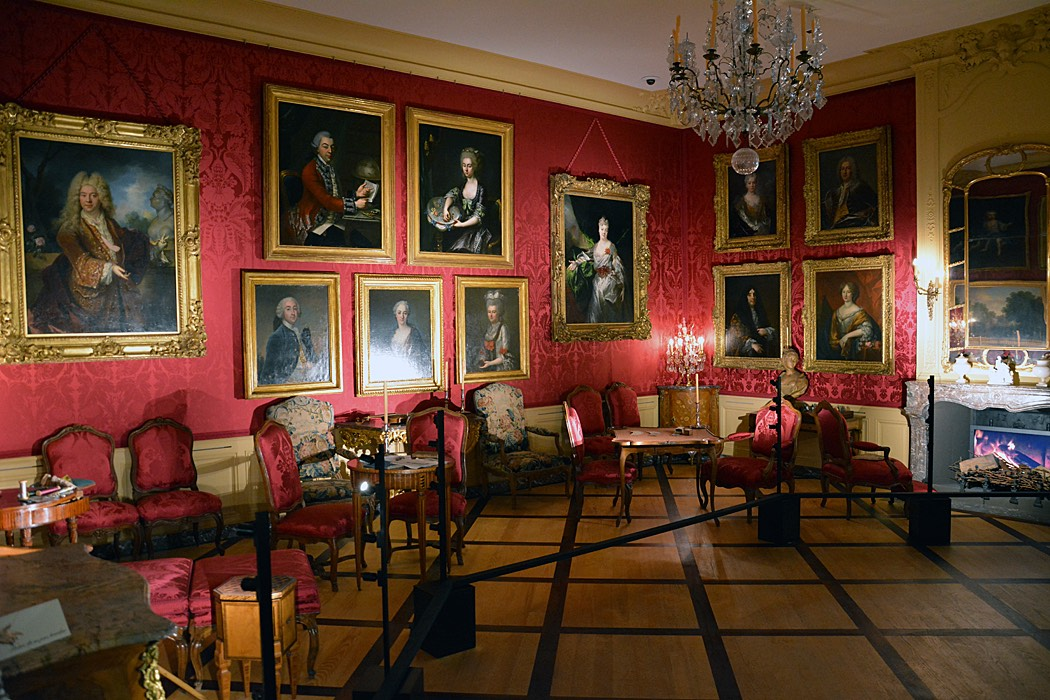
Galerie

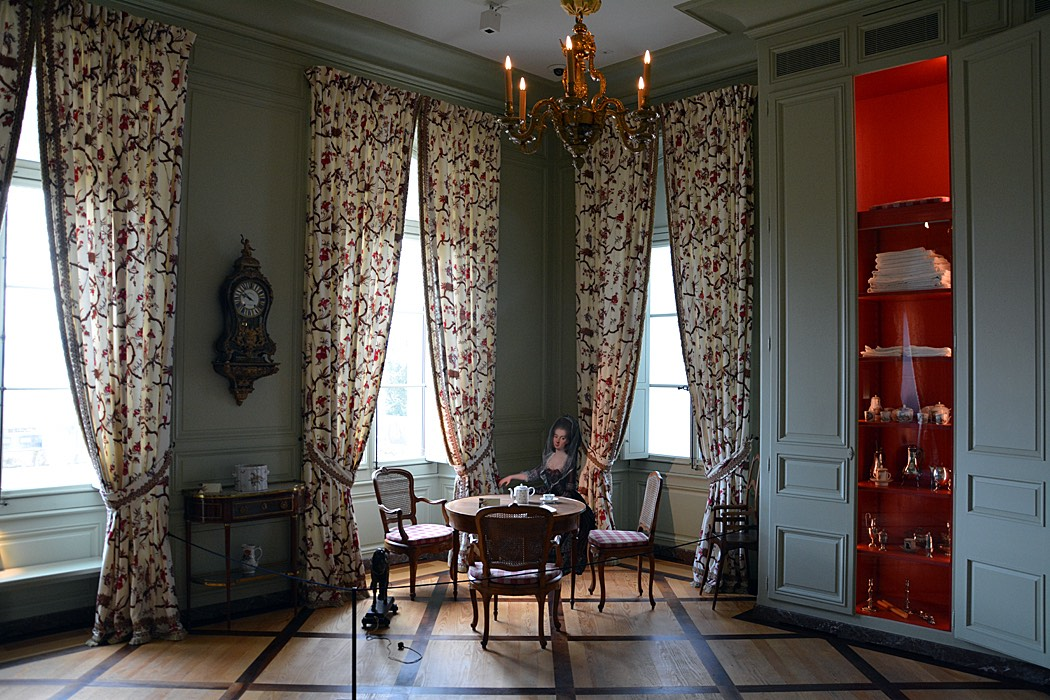
Ecksalon

Die Situation des Anwesens stabilisierte sich erst 1723, als es von Louis Guiguer (ursprünglich Gyger, 1675–1747) für 142.000 Livre erworben wurde. Er war ein französischer Bankier, dessen Familie ursprünglich aus Bürglen TG stammte. Als Textilhändler waren die Guiguers in Lyon zu Reichtum gelangt. Durch die Aufhebung des Edikts von Nantes 1685 verloren die Guiguers einen Teil ihres Vermögens, weshalb wohl Louis Guiguer mit seinem Vetter Jean-Claude Tourton (1655–1724) ins Bankgeschäft einstieg. Die Bank «Tourton et Guiguer» war sehr erfolgreich und bestand unter wechselnden Namen bis in das 19. Jahrhundert. 1717 zog sich Louis Guiguer aus dem Bankgeschäft zurück. Der Kauf der Herrschaft Prangins (franz. die Baronie von Prangins) war für ihn aber nicht nur eine Kapitalanlage. Mit deren Übernahme erhielt er auch den damit verbundenen Adelstitel und nannte sich fortan Baron Louis Guiguer de Prangins. 1732–1739 liess er vom Waadtländer Kommissär Abraham Le Coultre (1697–1775) das neue Schloss Prangins anlegen. Zudem erweiterte Guiguer durch den Kauf einiger umliegender Liegenschaften seine Herrschaft zu einem zusammenhängenden Besitz. Dies umfasste damals ungefähr die Gebiete der heutigen Gemeinden Prangins, Vich und Gland.
Sein Neffe, Jean-Georges Guiguer de Prangins (1707–1770) erbte das Schloss 1748 und überliess es im Winter 1754/55 dem französischen Philosophen Voltaire als Zufluchtsort. Später nahm er selber mit seiner zweiten Gattin dort Wohnsitz und liess im Schloss eine Kapelle einbauen sowie die Gartenanlage grosszügig ausbauen. Sein Sohn, Louis-François Guiguer de Prangins (1741–1786), hinterließ ein mehr als tausendseitiges Tagebuch, u. a. mit Angaben über die zahlreichen innerhalb und außerhalb des Schlosses vorgenommenen Umgestaltungen. Dessen Sohn, Charles-Jules Guiguer de Prangins (1780–1840) war aktiv an der Befreiung der Waadt von der bernischen Herrschaft 1798 beteiligt. Er machte Karriere im Dienst der Helvetischen Republik und später in der neu entstandenen Schweizer Armee.
Er verkaufte 1814 das Schloss an Joseph Bonaparte, den älteren Bruder Napoleons und Ex-König von Spanien. Joseph Bonaparte liess das Schloss im Sommer 1814 renovieren, weil er sich wahrscheinlich nach dem Sturz seines Bruders auf ein längeres Exil einrichtete. Bis zur Rückkehr Napoleons von Elba wurde Prangins für kurze Zeit zu einem konspirativen Zentrum der kaisertreuen Franzosen, bis auf Druck der Alliierten die Schweizerische Eidgenossenschaft die Verhaftung von Joseph anordnete. Dieser entzog sich durch Flucht dem Zugriff seiner Feinde. Nach dem neuerlichen Sturz Napoleons emigrierte Joseph nach den Vereinigten Staaten und versuchte über einen Agenten lange Zeit vergeblich das mittlerweile verwahrloste Schloss Prangins zu verkaufen.
1827 gelangte das Schloss an Marie-Madleine Gentil-Chavagnac. Ihre Erben veräusserten die gesamte Domäne 1873. Das Schloss ging an die Herrnhuter Brüdergemeine, die in den Gebäuden ein Erziehungsinstitut für Knaben und junge Männer einrichten. Dabei wurde das Schloss im Innern stark verändert, um es der neuen Nutzung anzupassen. Ein weiterer Teil der Domäne, die Bergerie, wurde 1859 von Napoléon Joseph Charles Paul Bonaparte (genannt Prinz Plon-Plon), einem Sohn von Joseph Bonapartes Bruder Jérôme Bonaparte, zurückerworben, der sich dort ab 1862 die Villa de Prangins errichten liess, die er 1870 jedoch wieder veräusserte, woraufhin er sich auf dem verbliebenen Teil der Domäne die neue Villa La Bergerie erbauen liess. Diese befindet sich bis heute im Besitz des Hauses Bonaparte.
Nach 1920 wechselte Schloss Prangins wieder mehrfach den Besitzer. Zuerst kaufte es der Genfer Horace de Pourtalès und liess es wieder in eine private Residenz umbauen. 1929 musste er es aber bereits wieder an die Amerikanerin Josephine Dexter verkaufen. Deren Tochter, Katharine McCormick, überschrieb das Schloss 1962 an die Regierung der Vereinigten Staaten, die dort den Wohnsitz ihres Gesandten bei der UNO in Genf einrichten wollte. Nach dem Tod von Katharine McCormick 1967 veräusserte die US-Regierung Prangins jedoch an Bernard Cornfeld, der seinerseits am 19. Juli 1974 den Besitz für zwei Millionen Franken an die Kantone Genf und Waadt weitergab.
1975 übergaben die Kantone Genf und Waadt Schloss Prangins der Schweizerischen Eidgenossenschaft, um dort den Westschweizer Sitz der Schweizerischen Landesmuseen einzurichten. Bis 1998 wurde das Schloss aufwendig restauriert und für den neuen Zweck als Museum umgebaut und erweitert. Im Juni 1998 wurde das Museum anlässlich des 100-jährigen Jubiläums des Landesmuseums eröffnet. Die permanenten Ausstellungen zeigen Gegenstände und Kunst aus der Geschichte der Schweiz im 18. und 19. Jahrhundert.